# Zakijja
Zakijja (arab. زاكية) – miasto w Syrii, w muhafazie Damaszek. W 2004 roku liczyło 18 553 mieszkańców.